# Urban Müller
Urban Müller, talora chiamato Urban Mueller (...), è un informatico svizzero.
Grande appassionato di Amiga, è il creatore dell'archivio Aminet, nonché autore delle librerie di compressione XPK e del linguaggio di programmazione brainfuck.
Attualmente lavora presso search.ch, un motore di ricerca svizzero.